# Гартиг, Роберт
Роберт Гартиг (нем. Robert Hartig, 30 мая 1839, Брауншвейг — 9 октября 1901, Мюнхен) — немецкий учёный, лесовод и миколог. Сын Теодора  (1805—1880) и внук Георга Гартига (1764—1837).
Гартиг известен своими многочисленными специальными исследованиями о законах роста деревьев и лесонасаждений и развитии различных видов грибов, паразитирующих на древесных растениях. По окончании специального образования по лесоводству под руководством своего отца слушал лекции в университете, затем был преподавателем в Эберсвальдской лесной академии. С 1878 года состоял профессором анатомии и физиологии растений и фитопатологии в Мюнхенском университете. В 1888 году Гартиг был избран членом Леопольдины.

## Труды
- «Vergleichende Untersuchungen über den Wachsthumsgang und Ertrag des Rothbuche und Eiche in Spessart der Rothbuche im östlichen Wesergebirge etc.» (1865);
- «Die Rentabilität der Fichtenutzholz und Buchenbrennholzwirthschaft im Harze und in Wesergebirge» (1868);
- «Das spezifische Frisch- und Trockengewicht etc. des Kiefernholzes» (1874);
- «Wichtige Krankheiten der Waldbäume» (1874);
- «Die Zersetzungserscheinungen des Holzes der Nadelholzbäume und der Eiche» (1878);
- «Die anatomische Unterscheidungsmerkmale der wichtigeren in Deutschland wachsenden Hölzer» (Specielle Xylotomie 1879; 3-е изд. 1889; русский перевод первого издания в «Таблицах для определения древесины и ветвей в безлиственном состоянии главнейших древесных и кустарных пород» М. К. Турского, помещенных в «Известиях Петровской академии» 1883 г.),
- «Untersuchungen aus dem forstbotanischen Institut zu München» (1880—1883);
- «Lehrbuch der Baumkrankheiten» (1882—1889);
- «Das Holz der deutschen Nadelwaldbäume» (1885);
- «Das Holz der Rothbuche» (1888, в сотрудничестве с Вебером) и другие.